# Rumex marschallianus
Rumex marschallianus är en slideväxtart som beskrevs av Heinrich Gottlieb Ludwig Reichenbach. Rumex marschallianus ingår i släktet skräppor, och familjen slideväxter. Arten har ej påträffats i Sverige.